# Alberto Tous
Alberto Tous (Palma di Maiorca, 3 agosto 1962) è un ex tennista spagnolo.

## Carriera
In carriera ha raggiunto 2 finali di doppio. Nei tornei del Grande Slam ha ottenuto il suo miglior risultato raggiungendo le semifinali di doppio all'Open di Francia nel 1987, in coppia con il connazionale José López Maeso.
In Coppa Davis ha disputato una sola partita, ottenendo nell'occasione una vittoria.

## Statistiche

### Doppio

#### Finali perse (2)
| Numero | Anno           | Torneo                           | Superficie  | Compagno     | Avversari in finale       | Punteggio |
| 1.     | 19 maggio 1985 | Madrid Tennis Grand Prix, Madrid | Terra rossa | Jorge Bardou | Givaldo Barbosa Ivan Kley | 6-7, 4-6  |
| 2.     | 16 giugno 1985 | ATP Bologna Outdoor, Bologna     | Terra rossa | Jordi Arrese | Paolo Canè Simone Colombo | 5-7, 4-6  |